# Aplastická anémie
Aplastická anémie neboli dřeňový útlum je anémie charakterizovaná nedostatečnou tvorbou krevních buněk vedoucí k úbytku všech krevních elementů – červených krvinek (erytrocytů), bílých krvinek (leukocytů) i krevních destiček (trombocytů). Toto onemocnění je způsobeno poruchou kmenové (mateřské buňky), která vytváří všechny tři druhy krvinek. Aplastické anémie mohou být vrozené nebo získané.

## Vrozená aplastická anemie
Fanconiho anémie patří k vrozeným aplastickým anémiím, jedná se o dědičné onemocnění. Onemocnění patří do skupiny chorob s chromozomální nestabilitou.

## Získaná aplastická anemie
Získaná aplastická anémie je velmi vzácné a závažné onemocnění, které může být způsobeno některými léky (chloramfenikol, thiamfenikol), zářením, nebo chemickými látkami. Je také známé spojení aplastické anémie s některými druhy virových infekcí, např. hepatitida. Ve většině případů však druh hepatitidy, ani důvod onemocnění nelze zjistit. Lékem je nalezení shodného dárce kostní dřeně nebo pupečníkové krve (nejlépe sourozenec) a pozdější transplantace.